# Liushi (köpinghuvudort i Kina, Zhejiang Sheng, lat 28,05, long 120,90)
Liushi (kinesiska: 柳市, 柳市镇) är en köpinghuvudort i Kina. Den ligger i provinsen Zhejiang, i den östra delen av landet, omkring 250 kilometer söder om provinshuvudstaden Hangzhou. Antalet invånare är 219 380. Befolkningen består av 103 109 kvinnor och 116 271 män. Barn under 15 år utgör 15,0 %, vuxna 15-64 år 80 %, och äldre över 65 år 4,0 %.
Runt Liushi är det tätbefolkat, med 819 invånare per kvadratkilometer. Liushi är det största samhället i trakten. Trakten runt Liushi består till största delen av jordbruksmark.
Genomsnittlig årsnederbörd är 2 185 millimeter. Den regnigaste månaden är juni, med i genomsnitt 368 mm nederbörd, och den torraste är januari, med 71 mm nederbörd.